# Station Wolverhampton
Wolverhampton is een spoorwegstation van National Rail in Wolverhampton in Engeland. Het station is eigendom van Network Rail en wordt beheerd door Avanti West Coast.